# Imre Ruzsa
Imre Z. Ruzsa (Budapeste, 23 de julho de 1953) é um matemático húngaro. Trabalha com combinatória, teoria dos números e teoria das probabilidades.
Ruzsa ganhou em 1969 uma medalha de prata e em 1970 e 1971 uma medalha de ouro (com melhor pontuação) na Olimpíada Internacional de Matemática. Estudou na Universidade Eötvös Loránd em Budapeste, formado em 1976. Em seguida esteve no Instituto Alfred Renyi da Academia de Ciências da Hungria.
Em 1987 provou um teorema sobre o número mínimo de elementos em componentes essenciais, um termo da teoria dos números aditivos que provém de Aleksandr Khinchin e que se refere ao conjunto dos números naturais, que aumenta da densidade de conjuntos com densidade de Schnirelmann (Lev Schnirelmann) entre 0 e 1. Componentes essenciais tem de acordo com o teorema de Ruzsa no mínimo {\displaystyle {\log(x)}^{c}} elementos menores ou iguais a x com {\displaystyle c>1} (além disso provou que para cada {\displaystyle c>1} existe uma componente essencial com esta propriedade).
Em 1994 apresentou uma nova prova do teorema de Gregory Freiman na teoria dos números aditivos.
Em 1988 recebeu o Prêmio Rollo Davidson. Foi palestrante convidado (Invited Speaker) no Congresso Internacional de Matemáticos de 2006 em Madrid (Additive Combinatorics and Geometry of Numbers) e no Congresso Europeu de Matemática de 2004 em Estocolmo. É membro da American Mathematical Society.

## Obras
- com Endre Szemerédi 'Triple systems with no six points carrying three triangles, Colloq. Math. Soc. János Bolyai, Band 18, North-Holland, Amsterdam-New York, 1978, p. 939–945.
- Essential components,  Proceedings of the London Mathematical Society, Volume 54, 1987, p. 38–56.
- Generalized arithmetical progressions and sumsets, Acta Mathematica Hungarica, Volume 65 1994, p. 379–388 (Satz von Freiman)
- The Brunn-Minkowski inequality and nonconvex sets, Geometriae Dedicata, Volume 67, 1997, p. 337–348
- com Gábor J. Székely Algebraic Probability Theory, Wiley 1988